# Ali Bourequat
Ali Auguste Bourequat est un écrivain franco-marocain, ancien prisonnier politique au Maroc, longtemps considéré comme officiellement « disparu ».

## Biographie
Ali Bourequat vivait à Rabat, Maroc. Homme d'affaires, il vient d'une famille riche originaire de Turquie proche de la cour du Roi du Maroc Hassan II.
En juillet 1973, il est enlevé avec ses frères Midhat et Bayazid par les services secrets marocains, torturé et emprisonné sans jugement pour des raisons qu'il ignore (les services secrets marocains les ont enlevés après que l'un d'entre eux a averti Hassan II d'un complot qui se tramait contre lui). Il est d'abord enfermé près de Rabat, puis transféré au bagne de Tazmamart en 1981,.Sa famille n'a aucune nouvelle de lui, ce qui est la norme lors des années de plomb. Ali Bourequat n'est jamais accusé d'aucun crime,.
En 1991, il est libéré sous la pression d'organisations de droits de l'Homme (Amnesty International, Human Rights Watch) et du gouvernement américain, ainsi que d'autres survivants du bagne de Tazmamart, incluant ses frères, dans des conditions de santé telles qu'il quitte définitivement le Maroc pour la France. 
En 1993, Bourequat rencontre Jacqueline Hémard ; cette dernière, épouse d'un héritier du groupe Pernod, quitte alors son époux et devient la compagne de Bourequat.
Tout en décrivant ses expériences et les liens étroits entre le gouvernement marocain et le gouvernement français, Bourequat assure qu'il a été harcelé par les services secrets du Maroc et de la France, et dénonce la collaboration de Paris avec le régime marocain. En 1995, Bourequat et sa compagne s'installent aux États-Unis, où ils demandent l'asile politique ; il est l'un des deux seuls citoyens français à avoir reçu l'asile politique aux États-Unis. Se basant sur les dires de sa compagne, Ali Bourequat a, en 1995, accusé le gouvernement français d'avoir partie liée avec le trafic de stupéfiants, et Charles Pasqua, ministre de l'Intérieur de l'époque, de vouloir contribuer à le faire taire.
Il vit à présent au Texas, États-Unis, où il demeure un critique fort du régime marocain.

## Affaire Ben Barka
Les frères Bourequat ont déclaré que des truands français ayant participé à l’enlèvement de Mehdi Ben Barka s’étaient réfugiés au Maroc. D'abord tenanciers d'établissement de nuit, ils ont ensuite été enfermés au bagne de Tazmamart, puis exécutés et enterrés en secret. Des fouilles demandées par le juge Patrick Ramaël ont été refusées par le gouvernement marocain.

## Ouvrages
- Ali Bourequat (1998), Dans les Jardins Secrets du Roi du Maroc, Maurice Publishers